# Taxi-girl (film, 1927)
Pour les articles homonymes, voir Taxi Girl.
Pour plus de détails, voir Fiche technique et Distribution.
Taxi-girl (titre original : The Taxi Dancer) est un film américain réalisé par Harry F. Millarde sorti en 1927.

## Fiche technique
- Titre : Taxi-girl
- Titre original : The Taxi Dancer
- Réalisation : Harry F. Millarde
- Scénario : A.P. Younger
- Intertitres : Ralph Spence
- Société de production et de distribution : MGM
- Photographie : Ira H. Morgan
- Montage : George Hively
- Direction artistique : Cedric Gibbons et David Townsend
- Costumes : André-ani
- Pays de production : États-Unis
- Genre : Comédie américaine
- Durée : 64 min
- Format : Noir et blanc - 35 mm - 1,33:1 - film muet
- Date de sortie :
  - États-Unis : 5 février 1927

## Distribution
- Joan Crawford : Joslyn Poe
- Owen Moore : Lee Rogers
- Marc McDermott : Henry Brierhalter
- Gertrude Astor : Kitty Lane
- Rockliffe Fellowes : Stephen Bates
- Douglas Gilmore : James Kelvin
- William Orlamond : 'Doc' Ganz
- Claire McDowell : Tante Mary
- Bert Roach : Charlie Cook
- Lou Costello : non crédité